# Municipio de Līvāni
El municipio de Līvānu (en letón: Līvānu novads) es uno de los 36 municipios de Letonia, se encuentra localizado en el suroeste de dicho país báltico. Fue creado durante el año 1999 después de una reorganización territorial. La capital es la villa de Līvāni.

## Subdivisiones
- Līvāni (villa)
- Jersikas pagasts (zona rural)
- Līvānu pagasts (zona rural)
- Rožupes pagasts (zona rural)
- Rudzātu pagasts (zona rural)
- Sutru pagasts (zona rural)
- Turku pagasts (zona rural)

## Población y territorio
Su población se encuentra compuesta por un total de 14.292 habitantes (2009). La superficie de este municipio abarca una extensión de territorio de unos 624,6 kilómetros cuadrados. La densidad poblacional es de 22,88 habitantes por cada kilómetro cuadrado.